# FC Tenstar Melle
FC Tenstar Melle is een Belgische voetbalclub uit Melle. De club is aangesloten bij de KBVB met stamnummer 7206 en heeft rood en wit als kleuren.

## Geschiedenis
De club werd opgericht in 1960 door een groepje jongeren onder leiding van Georges De Praetere die "Ten Stars" als inspiratie gebruikten voor de clubnaam. 
Men startte in het Katholiek Vlaams Sportverbond en maakte in 1968 de overgang naar de KBVB.
Daar speelde men in de laagste afdeling tot 1981. 
Tenstar werd tijdens het eerste seizoen in de Varingstraat kampioen en promoveerde naar Derde Provinciale. Een jaar later, in 1982, eindigde men tweede in deze afdeling. Na nog twee seizoenen met degelijke resultaten, eindigde de club in 1985 als voorlaatste en moest terug naar Vierde Provinciale.
Men kon onmiddellijk terugkeren met een tweede kampioenstitel in Vierde Provinciale en twee jaar later, in 1988, vierde Tenstar de titel in Derde Provinciale en mocht voor het eerst in de clubgeschiedenis naar Tweede Provinciale.
De vier seizoenen in deze afdeling vormen het sportieve hoogtepunt van FC Tenstar, in 1990 werd men derde in Tweede Provinciale. De club overvleugelde hiermee in deze periode de traditioneel succesvollere dorpsrivaal KV Cercle Melle.
In 1992 kwam er een einde aan de glorieperiode, twee opeenvolgende degradaties betekenden dat de club in 1993-1994 opnieuw in Vierde Provinciale moest spelen.
In 2000 wist FC Tenstar terug te keren naar Derde Provinciale, waar na degradatie in 2008 weer een einde aan kwam.
Er zouden nog twee promoties naar Derde Provinciale volgen, tussen 2011 en 2013 en tussen 2014 en 2016 zou Tenstar nogmaals in Derde Provinciale aantreden.
In 2016 belandde men opnieuw in Vierde Provinciale. Na een aantal jaren in de middenmoot van de Vierde Provinciale, onder andere met de afgebroken competities door de coronacrisis, werd in 2022 de weg naar boven gevonden. Via de provinciale eindronde werd promotie naar Derde Provinciale bewerkstelligd. Hierbij werd eerst FC Hoogeinde St-Gillis-Waas met 0-1 na verleningen opzij gezet en vervolgens de promotie veiliggesteld via een 4-3 overwinning na verleningen op VCE Huise-Ouwegem. Het jaar daarop volgde een lastig seizoen en werd het behoud in 3e provinciale pas op de voorlaatste speeldag veiliggesteld.
De jeugdteams nemen jaarlijks deel aan de Jeugdcup Het Nieuwsblad waarbij ze regelmatig doorstoten tot de provinciale of nationale finales.

## Accommodatie
De club begon aan de Koestraat in Merelbeke waarna gespeeld werd aan de Nonnenwegel, vervolgens aan de Begijnenwegel voordat de huidige locatie aan de Varingstraat in Melle in 1980 betrokken werd.
De huidige locatie omvat 1 terrein 11v11 met kleine statribune, 1 terrein 11v11, 1 terrein 8v8 en 1 terrein voor 5v5, de laatste drie met trainingsverlichting. Daarnaast heeft de club toegang tot de sportinfrastructuur aan de Kouterslag in Melle met onder andere kunstgras.
FC Tenstar Melle deelt de locatie aan de Varingstraat met hondenschool De Woefers.

## Resultaten
| Seizoen | Klasse | Klasse | Klasse | Klasse | Klasse | Klasse | Klasse | Klasse | Klasse | Reeks                                                    | Punten                                                   | Trainer                                                  | Opmerkingen |
|         | I      | I      | II     | III    | IV     | P.I    | P.II   | P.III  | P.IV   |                                                          |                                                          |                                                          | |
| ------- | ------ | ------ | ------ | ------ | ------ | ------ | ------ | ------ | ------ | -------------------------------------------------------- | -------------------------------------------------------- | -------------------------------------------------------- | --- |
| 2006/06 |        |        |        |        |        |        |        | 13     |        | 3B O-Vl.                                                 | 31                                                       |                                                          | |
| 2006/07 |        |        |        |        |        |        |        | 10     |        | 3B O-Vl.                                                 | 37                                                       |                                                          | |
| 2007/08 |        |        |        |        |        |        |        | 16     |        | 3B O-Vl.                                                 | 21                                                       |                                                          | |
| 2008/09 |        |        |        |        |        |        |        |        | 4      | 4B O-Vl.                                                 | 61                                                       | Alain Vereecken                                          | |
| 2009/10 |        |        |        |        |        |        |        |        | 9      | 4E O-Vl.                                                 | 47                                                       | Alain Vereecken                                          | U11 en U13 provinciale finale Jeugdcup Het Nieuwsblad |
| 2010/11 |        |        |        |        |        |        |        |        | 3      | 4D O-Vl.                                                 | 59                                                       | Christ Volckaert                                         | |
| 2011/12 |        |        |        |        |        |        |        | 10     |        | 3B O-Vl.                                                 | 35                                                       | Christ Volckaert                                         | |
| 2012/13 |        |        |        |        |        |        |        | 14     |        | 3B O-Vl.                                                 | 28                                                       | Christ Volckaert                                         | Tijdens seizoen overgenomen door Tony Van Deynse |
| 2013/14 |        |        |        |        |        |        |        |        | 1      | 4B O-Vl.                                                 | 76                                                       | Tony Van Deynse                                          | |
| 2014/15 |        |        |        |        |        |        |        | 12     |        | 3B O-Vl.                                                 | 39                                                       | Tony Van Deynse                                          | |
| 2015/16 |        |        |        |        |        |        |        | 16     |        | 3B O-Vl.                                                 | 12                                                       | Tony Van Deynse                                          | U15A ongeslagen kampioen in voorjaarsreeks met 39 op 39 U12 provinciale finale Jeugdcup Het Nieuwsblad                                                                               |
|         | 1A     | 1B     | 1Am    | 2Am    | 3Am    | P.I    | P.II   | P.III  | P.IV   | Vanaf 2016-17 zijn er 3 nationale en 2 regionale niveaus | Vanaf 2016-17 zijn er 3 nationale en 2 regionale niveaus | Vanaf 2016-17 zijn er 3 nationale en 2 regionale niveaus | Vanaf 2016-17 zijn er 3 nationale en 2 regionale niveaus |
| 2016/17 |        |        |        |        |        |        |        |        | 7      | 4A O-Vl.                                                 | 53                                                       |                                                          | Zondagsreserven kampioen U15 winnaars nationale finale Jeugcup Het Nieuwsblad |
| 2017/18 |        |        |        |        |        |        |        |        | 8      | 4D O-Vl.                                                 | 47                                                       | Christ Volckaert                                         | |
| 2018/19 |        |        |        |        |        |        |        |        | 8      | 4D O-Vl.                                                 | 41                                                       | Christ Volckaert                                         | |
| 2019/20 |        |        |        |        |        |        |        |        | 6      | 4D O-Vl.                                                 | 36                                                       | Hannes Houtekier                                         | Vroegtijdig stopgezet na 24 wedstrijden wegens de Coronacrisis U17 kampioen herfstreeks                                                                                              |
| 2020/21 |        |        |        |        |        |        |        |        | 2      | 4D O-Vl.                                                 | 12                                                       | Hannes Houtekier                                         | Competitie stilgelegd na 5 wedstrijden wegens de Coronacrisis |
| 2021/22 |        |        |        |        |        |        |        |        | 4      | 4B O-Vl.                                                 | 61                                                       | Hannes Houtekier                                         | Promotie naar Derde Provinciale via eindronde Beloften kampioen in de reserve reeks U15A ongeslagen kampioen herfstreeks met 37 op 39 U11 provinciale finale Jeugdcup Het Nieuwsblad |
| 2022/23 |        |        |        |        |        |        |        | 12     |        | 3A O-Vl.                                                 | 28                                                       | Hannes Houtekier                                         | U17 Kampioen herfstreeks U12 Nationale finale Jeugdcup Het Nieuwsblad U9 Provinciale finale Jeugdcup Het Nieuwsblad                                                                  |
| 2023/24 |        |        |        |        |        |        |        | 11     |        | 3C O-Vl.                                                 | 36                                                       | Hannes Houtekier                                         | |
| 2024/25 |        |        |        |        |        |        |        | 7      |        | 3B O-Vl.                                                 | 46                                                       |                                                          | U21 Kampioen herfstreeks U17 Kampioen |
| 2025/26 |        |        |        |        |        |        |        |        |        | 3C O-Vl.                                                 |                                                          |                                                          | |